# Dźwignia Barkera
Dźwignia Barkera – urządzenie pneumatyczne wykorzystywane w budowie organów piszczałkowych wyposażonych w trakturę mechaniczną w celu zmniejszania oporów ruchu podczas gry na klawiaturze.

## Historia
Organista przyciskając klawisz manuału powoduje otwarcie wentyla pod piszczałką, przedostanie się do niej strumienia powietrza i zabrzmienie. Do czasu rozpowszechnienia w drugiej połowie XIX wieku traktury pneumatycznej, a w XX wieku elektrycznej, ruch klawisza przekazywany był do odległego wentyla w sposób mechaniczny, za pośrednictwem szeregu dźwigni, przekładni i cięgieł. Zwiększanie gabarytów instrumentu powodowało proporcjonalne zwiększanie odległości pomiędzy klawiaturą a wentylami piszczałek oraz wzrost oporów ruchu mechanizmów traktury sprawiając, że gra stawała się uciążliwa i wymagała znacznej siły.
Na początku lat 30. XIX wieku angielski organmistrz Charles Spackman Barker wynalazł i w 1839 opatentował we Francji pneumatyczno-mechaniczne urządzenie niwelujące opory ruchu traktury mechanicznej, które niedługo potem nazwane zostało jego imieniem. Po raz pierwszy urządzenie zostało wykorzystane w organach bazyliki św. Dionizego w Saint-Denis; następnie w Paryżu, w organach Aristide’a Cavaillé-Colla w kościele św. Rocha, kościele św. Magdaleny, kościele św. Wincentego a Paulo i bazylice św. Klotyldy. Od tego czasu dźwignia Barkera, w rozmaitych odmianach konstrukcyjnych, jest powszechnie wykorzystywana w każdych większych organach z trakturą mechaniczną, zmniejszając wysiłek gry również przy połączonych klawiaturach i umożliwiając stosowanie crescendo i decrescendo zgodnie z wymogami symfonicznego stylu gry.

## Sposób działania

Jedno z rozwiązań konstrukcyjnych dźwigni Barkera

Ilustracje obok przedstawiają jeden z wariantów konstrukcyjnych dźwigni Barkera w stanie spoczynku (u góry) i w stanie działania (u dołu):
- W stanie spoczynku (klawisz zwolniony), wylot z wypełnionego sprężonym powietrzem kanału A jest zamknięty zaworem 1. Zawór 3 jest otwarty a komora powietrzna mieszka C jest pusta (wypełniona powietrzem o ciśnieniu atmosferycznym). Obciążnik P jest połączony z cięgłem i przekładniami sterującymi wentylem piszczałki – zamyka go siłą grawitacji.
- Po wciśnięciu klawisza (dolna ilustracja), zawór 1 otwiera się, zawór 3 zamyka, a sprężone powietrze przedostaje się z kanału A do komory stabilizacyjnej B i nadyma mieszek C. Przytwierdzone do mieszka C cięgło porusza się, powodując otwarcie wentyla piszczałki. Napełnianie powietrzem mieszka C następuje do momentu odcięcia dopływu powietrza przez zawór 2.
- Po zwolnieniu klawisza zawór 3 otwiera się umożliwiając ucieczkę powietrza z mieszka C i grawitacyjne zwolnienie cięgła obciążnikiem P.